# Александра Адлер
Александра Адлер е австро-американски лекар, невролог и психиатър, дъщеря на психолога Алфред Адлер.

## Биография
Родена е на 24 септември 1901 година във Виена, Австро-Унгария, второ от четири деца в семейството. Следвайки стъпките на баща си, получава медицинска степен през 1926 година от Виенският университет, по-късно специализира психиатрия, завършвайки стажа си в невропсихиатричната клиника на университета. Тя е една от първите жени, които практикуват неврология и в собствената си страна – Австрия и в САЩ.
Адлер се премества в САЩ през 1935 година поради нацисткия режим. Там работи в Харвардското медицинско училище. От 1944 година е гостуващ професор в Университета „Дюк“, а от 1946 има частна практика в Северна Каролина.
Като психотерапевт е сред водещите систематизатори и интепретатори на работата на баща си, която излага за пръв път в „Zeitschrift für Individual-Psychologie“ със статия от 1929 година върху „техниката на даване на съвети за обучение на деца“ и от 1935 със статия, засягаща „граничните състояния между неврозите и психозите“. Прави систематичен преглед в книгата „Guiding Human Misfits“, издадена и в САЩ и в Англия с второ издание през 1948 и немско през 1990 година. Допринася също и за разбирането на неврологичната основа на множествената склероза. Адлер и харвардският неврохирург Трейси Джаксън Путнам извършват аутопсионно изследване на мозъка на жена, диагностицирана с множествена склероза.
Умира на 4 януари 2001 година в Ню Йорк на 99-годишна възраст